# خافير يجراند
خافير يجراند (بالفرنسية: Xavier Legrand)‏ (و. 1979  م) هو ممثل مسرحي، وممثل أفلام، ومخرج أفلام، وكاتب سيناريو فرنسي، ولد في مولن، بدأ مشواره المهني سنة 2005.

## التعليم
تعلم في المعهد الوطني العالي للفنون الدرامية ‏
.

## جوائز وترشيحات
حصل على جوائز منها:

نيشان الفنون والآداب من رتبة فارس (2013)
ترشح لـ:
جائزة الأوسكار لأفضل فيلم حي قصير، عن عمل: Just Before Losing Everything ‏.

## وصلات خارجية
- خافير يجراند على موقع IMDb (الإنجليزية)
- خافير يجراند على موقع روتن توميتوز (الإنجليزية)
- خافير يجراند على موقع ألو سيني (الفرنسية)
- خافير يجراند على موقع أول موفي (الإنجليزية)
- خافير يجراند على موقع قاعدة بيانات الأفلام السويدية (السويدية)
- خافير يجراند على موقع قاعدة بيانات الفيلم (الإنجليزية)
- خافير يجراند على موقع كينوبويسك (الروسية)